# Sal especial para lavavajillas
La sal especial para lavavajillas es un tipo de cloruro de sodio cristalino granulado usado para regenerar el circuito de ablandado de agua de los lavavajillas domésticos o industriales. Al igual que la sal para descalcificar el agua, la sal para lavavajillas repara las resinas de intercambio iónico mediante la expulsión de los iones de calcio y magnesio atrapados en el agua que contiene un nivel alto de minerales . Los gránulos de sal de lavavajillas son más grandes que los de la sal de mesa . El tamaño relativamente grande de los gránulos asegura que la sal se disuelva lentamente y que las partículas finas no bloqueen la unidad suavizante.
La sal para lavavajillas no es apta para cocinar, ya que no se considera de calidad alimentaria y, por lo tanto, puede contener elementos tóxicos. 